# Wolfgang Behrendt (Boxer)
Wolfgang Behrendt (* 14. Juni 1936 in Berlin) ist ein ehemaliger deutscher Boxer, der bei den Olympischen Sommerspielen in Melbourne 1956 die Goldmedaille im Bantamgewicht gewann und damit der erste Olympiasieger der Deutschen Demokratischen Republik (DDR) wurde. Er startete in der gesamtdeutschen Mannschaft. Im olympischen Finalkampf am 1. Dezember 1956 besiegte er den Südkoreaner Soon Chung Song. Der Sieg brachte ihm auch den zweiten Platz bei der Wahl zum DDR-Sportler des Jahres 1956 (hinter Radsportler Täve Schur).

## Karriere
Wolfgang Behrendt hatte 1947 mit dem Boxsport begonnen. Nach seinem Erfolg von 1956 strebte er eine weitere Olympiateilnahme an, wurde aber in der Qualifikation für die Olympischen Sommerspiele 1960 im Federgewicht vom Cottbuser Werner Kirsch im Berliner Sportpalast ausgepunktet. Er trat daraufhin vom aktiven Sport zurück, kehrte jedoch im Vorfeld der Olympischen Sommerspiele 1964 zum Boxen zurück, um sich nochmals auf eine Olympiateilnahme vorzubereiten. In den innerdeutschen Qualifikationskämpfen für die gemeinsame Olympiamannschaft schied er, diesmal im Leichtgewicht startend, jedoch aus und beendete seine Sportlerlaufbahn endgültig.
Zu seinen weiteren sportlichen Erfolgen zählten ein dritter Platz bei den Europameisterschaften 1955 sowie der Gewinn der DDR-Meisterschaften in den Jahren 1955, 1957 und 1960. Er bestritt insgesamt 201 Amateurkämpfe, von denen er 188 gewann, fünf mit einem Unentschieden beendete und acht verlor, darunter drei Niederlagen in der Altersklasse der Erwachsenen (Senioren).
Behrendt war einige Jahre lang Mitglied des Präsidiums des Boxverbandes der DDR.
Von 1963 bis 1991 war Wolfgang Behrendt Sportfotograf für die Tageszeitung Neues Deutschland. In dieser Zeit berichtete er von acht Olympischen Spielen und bekam unter anderem zwei Goldmedaillen auf Weltausstellungen der Sportfotografie in Damaskus und Peking in der Kategorie „Schwarz-Weiß“. Für die Tätigkeit als Sportfotograf erhielt er in der DDR mehrmals staatliche Auszeichnungen; so wurde er 1968 mit dem Vaterländischen Verdienstorden und 1980 mit dem Orden Banner der Arbeit geehrt. Weiterhin absolvierte er eine Ausbildung zum Kameraassistenten mit Drehgenehmigung.
Wolfgang Behrendt ist verheiratet und hat zwei Kinder, sein Sohn Mario war ebenfalls Boxer im Bantamgewicht und nahm an den Olympischen Spielen 1980 in Moskau teil. Er engagiert sich als ehrenamtlicher Botschafter der Stiftung Kinderhospiz Mitteldeutschland Nordhausen e. V. in Tambach-Dietharz.

## Veröffentlichungen
- Klaus Schlegel, Wolfgang Behrendt: Fussball – Magnet für Millionen. Sportverlag Berlin, Ost-Berlin 1977, Lizenznummer 140 355/46/77 9005.